# Heitarō Edo
Heitarō Edo (江戸兵太郎?, Edo Heitarō; Prefettura di Fukui, 5 luglio 1890 – Mare a sud-est delle isole Anambas, 25 novembre 1944) è stato un ammiraglio giapponese, attivo durante la seconda guerra mondiale.
Si arruolò nella Marina imperiale nel 1912 e si specializzò in naviglio silurante, pur maturando una discreta conoscenza nelle operazioni aeree e di quelle a bordo delle portaerei. A cominciare dal 1929 ricoprì in successione il comando di diversi cacciatorpediniere e poi di Divisioni cacciatorpediniere, a seguito della promozione a capitano di vascello alla fine del 1937. Per il resto del decennio fu invece al comando dell'incrociatore pesante Kako e di altri due incrociatori leggeri e partecipò ad alcune operazioni nella seconda guerra sino-giapponese. Dal 1940 iniziò un lungo periodo di incarichi a terra, come comandante di reparti di presidio, difesa e vigilanza: ottenne la promozione a contrammiraglio nel novembre 1942. Nell'agosto 1944 fu messo a capo della 31ª Squadriglia di scorta, dotata di moderno naviglio e alle dipendenze della squadra di portaerei imperiali; combatté con esse nella catastrofica battaglia del Golfo di Leyte. Arrivato a Singapore verso la fine di novembre, la lasciò a bordo della sua nuova nave ammiraglia che, tuttavia, cadde vittima di un sommergibile; nel subitaneo disastro Edo rimase ucciso con gran parte dell'equipaggio.

## Biografia

### Inizio della carriera
Heitarō Edo nacque il 5 luglio 1890 nella prefettura di Fukui. In giovane età s'iscrisse all'Accademia navale di Etajima; studiò nella 40ª classe e si diplomò il 17 luglio 1912, settantanovesimo su 144 allievi. Ottenne il brevetto di aspirante guardiamarina e fu imbarcato sull'incrociatore corazzato Azuma, a bordo del quale completò la crociera d'addestramento all'estero. Rientrato in Giappone fu spostato sul nuovissimo incrociatore da battaglia Kurama (1º maggio 1913) per proseguire la preparazione, che continuò a bordo della moderna nave da battaglia Kawachi, alla quale era stato ridestinato il 1º dicembre dello stesso anno, in concomitanza alla promozione a guardiamarina. Ammalatosi, fu ricoverato il 23 marzo 1914 e poté riprendere l'addestramento base in agosto, tra le file dell'equipaggio della Sagami, una delle corazzate di preda bellica russa. Il 15 dicembre 1915 iniziò il Corso base alla Scuola siluristi di Yokosuka, ricevendo lo stesso giorno la nomina a sottotenente di vascello; il 1º giugno 1916 intraprese il Corso base alla Scuola d'artiglieria navale, concluso in sei mesi esatti e al quale seguì l'assegnazione al Corpo marinai del 1º Distretto navale, con quartier generale a Yokosuka. Il 1º giugno 1918 transitò nell'equipaggio della nave da battaglia pre-dreadnought Kashima e, su questa unità, rimase oltre un anno. Pur avendo trascorso sino a quel momento la sua vita militare a bordo di grandi unità, il 1º dicembre 1919 egli ottenne di essere avviato al Corso avanzato della Scuola siluristi, giorno nel quale fu anche promosso a tenente di vascello.

### Gli anni venti e trenta

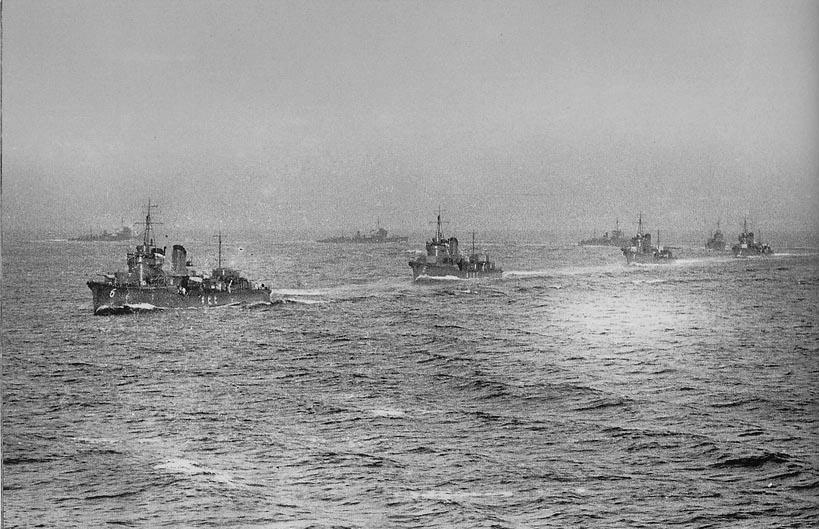
I cacciatorpediniere della 6ª Divisione in linea di fila; fu uno dei reparti comandati da Edo negli anni trenta

Il 1º dicembre 1920 Edo fu riassegnato all'incrociatore da battaglia Haruna e, il 30 aprile dell'anno successivo, all'obsolescente incrociatore protetto Chitose; finalmente, il 1º febbraio 1922, salì a bordo di un'unità silurante, il cacciatorpediniere Tachikaze, sul quale prese il posto di ufficiale ai tubi lanciasiluri: vi rimase poco meno di due anni. Il 1º dicembre 1923 fu curiosamente trasferito alla portaerei Hosho (allora una moderna unità) in qualità di ufficiale responsabile delle comunicazioni. Il 15 aprile 1925 iniziò a servire a bordo dell'incrociatore corazzato Iwate, in quei mesi in cantiere per revisione e potenziamenti vari; con la nave partecipò ad alcune delle crociere d'addestramento per i cadetti di Etajima e, il 1º dicembre, fu promosso capitano di corvetta. Il 26 aprile 1926 fu riassegnato al gruppo aereo di Kasumigaura: si mise forse positivamente in luce, poiché il successivo 1º settembre prese il posto di istruttore in questo reparto e lo mantenne per quasi un anno. Edo proseguì l'esperienza nella branca aeronavale sulla Hosho, dove riprese il ruolo di ufficiale alle comunicazioni il 15 novembre 1927. Solamente il 1º febbraio 1929 tornò in mare su naviglio sottile: fu nominato comandante del cacciatorpediniere di seconda classe (cioè incapace di servizio di squadra) Momi e poi, il 30 novembre 1929, del più moderno cacciatorpediniere Oite.
Il 2 novembre 1931 Edo assunse il comando del cacciatorpediniere Uranami, esemplare dell'innovativa classe Fubuki, e il 1º dicembre seguente fu concordemente elevato al grado di capitano di fregata. Continuò la carriera su cacciatorpediniere sempre più pregiati: l'Usugumo dal 1º dicembre 1932 e lo Hibiki dal 1º agosto 1934, nave ottenuta quasi per intero con la tecnologia della saldatura. Il 21 novembre 1935, forte di queste esperienze, fu spostato alla testa della 29ª Divisione e il 1º dicembre 1936 alla guida della 5ª Divisione: entrambe erano formate da esemplari della classe Kamikaze, che cominciava a essere superata. Edo mantenne il comando di quest'ultima anche dopo aver ricevuto la promozione a capitano di vascello il 1º dicembre 1937. Nel frattempo l'inizio non ufficiale della guerra totale in Cina fece sì che, il 20 aprile 1938, egli cumulasse il controllo della 6ª Divisione cacciatorpediniere, riunente la classe Akatsuki; il 15 novembre aggiunse anche il comando della 45ª Divisione. Alla testa di questo naviglio sottile Edo partecipò a diverse operazioni lungo il litorale cinese e seguitò anche dopo la nomina a comandante dell'incrociatore leggero Nagara, avvenuta il 15 dicembre dello stesso anno: si trattava infatti della nave ammiraglia della 5ª Squadriglia, inquadrata nella 5ª Flotta del viceammiraglio Kōichi Shiozawa e responsabile delle operazioni nel settore centro-meridionale della costa. Dal 1º luglio al 15 novembre 1939 Edo ricoprì il posto di comandante dell'incrociatore pesante Kako, con il quale rimase per lo più nelle acque metropolitane giapponesi.

### La seconda guerra mondiale

#### Nelle retrovie
Il 15 novembre 1939 Edo passò a comandare l'anziano incrociatore leggero Yubari, che si trovava in riserva: rimase in questo stato per tutto il suo mandato, che si concluse il 1º novembre 1940 quando fu riassegnato al 1º Distretto navale. Due settimane più tardi assunse il comando della 3ª Unità di difesa – si trattava di un reparto statico, costituito da batterie di artiglieria e da personale addetto alla posa e al controllo di campi minati, per la vigilanza e la protezione di basi, porti, strutture e così via; era di stanza in Giappone. Edo lasciò l'unità il 20 aprile 1941 e, per due mesi, servì presso il 1º Distretto navale; dopodiché fu trasferito al 2º Distretto navale con quartier generale a Kure. Il 1º ottobre 1941 il comando del distretto lo mise a capo dell'Unità di difesa di Kii, il cui compito era la sorveglianza dell'omonima, strategica penisola sulla costa meridionale di Honshū. L'incarico tenne Edo sostanzialmente fuori dalla guerra nel Pacifico e anche dopo la promozione a contrammiraglio (1º novembre 1942) continuò per alcuni mesi a occupare il posto. Avvisato per tempo, il 6 marzo 1943 fu nominato comandante della 3ª Squadriglia cacciatorpediniere, reduce dalla disfatta del Mare di Bismarck e di stanza alla piazzaforte di Rabaul: non è comunque chiaro se Edo raggiunse la base a bordo dell'incrociatore leggero e nave di bandiera Sendai. Peraltro il suo intermezzo fu assai breve, poiché il 23 marzo fu rimpiazzato dal collega Teruo Akiyama; rientrò al distretto navale di Yokosuka e, all'inizio di aprile, assunse il comando del 2º Corpo marinai del distretto. Il 24 agosto 1943 fu trasferito alla testa del 1º Corpo marinai e al contempo dell'Unità di guardia di Yokosuka, organizzazione di circa 800 effettivi incaricata della difesa costiera e antiaerea delle strutture del 1º Distretto. Infine, tra il 1º febbraio e il 15 maggio 1944, Edo aggiunse un terzo incarico, quello di direttore della divisione controllo naviglio alle dirette dipendenze del Gran Quartier generale imperiale.

#### La battaglia del Golfo di Leyte e la morte

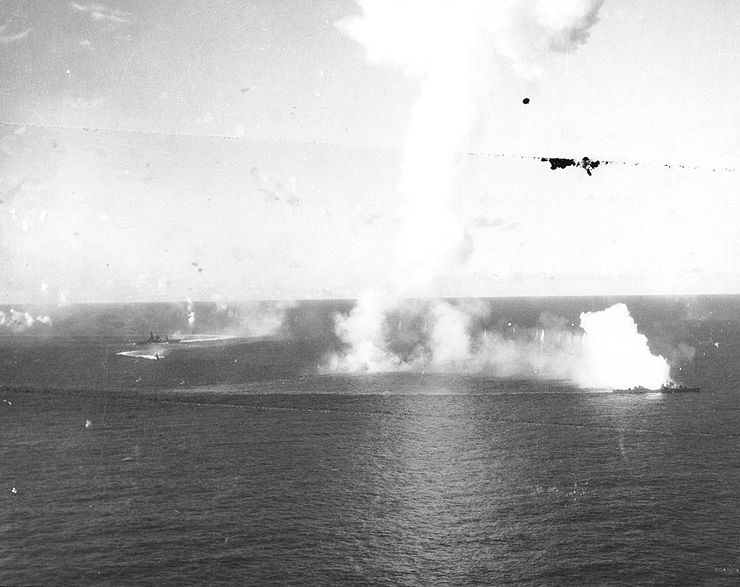
Da sinistra: la Ise, il cacciatorpediniere Kuwa e il pari tipo Akizuki, ripreso nel momento della sua esplosione, durante la battaglia di Capo Engaño del 25 ottobre 1944

Il 10 agosto 1944 Edo fu rimosso da tutti i suoi incarichi e messo a disposizione dello stato maggiore della Marina che, cinque giorni dopo, lo nominò comandante della 3ª Squadriglia cacciatorpediniere, tuttavia disattivata già il 20 agosto: la formazione era infatti reduce dalla battaglia del Mare delle Filippine e dalle operazioni nel Pacifico centrale attorno alle isole Marianne, aveva appena perduto l'ammiraglia Natori ed era rimasta con poche navi obsolete. Edo e lo stato maggiore furono trasferiti alla nuova 31ª Squadriglia di scorta (talvolta detta anche 31ª Divisione incrociatori) che fu assegnata alla 3ª Flotta, ovvero la menomata squadra di portaerei al comando del viceammiraglio Jisaburō Ozawa; Edo issò le proprie insegne sull'incrociatore leggero contraereo Isuzu. Nelle settimane successive si dedicò ad addestramento ed esercitazioni man mano che riceveva nuove divisioni e cacciatorpediniere: integrò la 61ª Divisione (Akizuki, Hatsuzuki, Wakatsuki, Suzutsuki), la 41ª Divisione (Shimotsuki, Fuyuzuki) e la 43ª Divisione (Kuwa, Maki, Sugi, Kiri); ciononostante, alla vigilia della battaglia del Golfo di Leyte, attacchi di sommergibili incapacitarono il Fuyuzuki e il Suzutsuki. Il 20 ottobre 1944 la squadra salpò con la missione di farsi individuare, attirare lontano a nord delle Filippine la preponderante Terza Flotta statunitense e consentire alla 2ª Flotta nipponica di fare strage di mezzi da sbarco, trasporti e navi anfibie ammassati nel Golfo di Leyte. I giapponesi furono localizzati il 24 ottobre, solo dopo che Edo (su ordine di Ozawa) aveva spinto in avanscoperta la 61ª Divisione a fianco della 4ª Divisione portaerei, in realtà costituita dalle navi da battaglia ibride Ise e Hyuga. Dalla mattina del giorno successivo iniziarono gli attacchi delle portaerei statunitensi: a bordo dell'Isuzu, Edo faceva parte del "Gruppo 6", formato attorno alle portaerei Chiyoda e Chitose, e aveva con sé lo Shimotsuki e la 43ª Divisione. La 61ª Divisione più il Kuwa erano invece stati assegnati al "Gruppo 5" (Zuikaku, Zuiho). A dispetto degli intensi tiri della contraerea e di diversi abbattimenti, i velivoli avversari inflissero danni a tutte le portaerei e causarono scompiglio nella flotta. Edo prese al rimorchio la Chitose, già inclinata e in fiamme, ma dovette tagliare il cavo perché alle 09:40 circa la nave andò a fondo; il contrammiraglio inviò lo Shimotsuki a salvarne i molti naufraghi. Anche l'Akizuki era stato colpito ed era saltato in aria. I successivi assalti dei gruppi imbarcati americani eliminarono una dopo l'altra le portaerei e spezzettarono la squadra giapponese su un'area di 65 chilometri; Edo si ritrovò in coda con l'ammiraglia e un cacciatorpediniere e solo nel pomeriggio riuscì a radunare parte della 31ª Squadriglia. Tentò quindi di recuperare l'equipaggio della Zuiho, ma il ritorno di apparecchi nemici gli consigliò di calare in mare varie lance, di prendere per nord-ovest e cercare di rimontare Ozawa (ora a bordo dell'incrociatore Oyodo); più tardi ordinò a tre dei cacciatorpediniere di tornare indietro e salvare quanti più uomini possibile. Queste navi, attorno alle 19, furono colte di sorpresa da una squadra statunitense distaccata dalla Terza Flotta e lo Hatsuzuki fu colato a picco senza lasciare sopravvissuti. Edo e il resto della 3ª Flotta giapponese continuarono il ripiegamento, segnato da attacchi di sommergibili il giorno 26.
L'Isuzu arrivò a Kure il 29 e fu raddobbato. Il 14 novembre Edo salpò con il piccolo cacciatorpediniere Momo per una missione di trasporto truppe a Manila e poi per raggiungere Brunei. Durante la seconda tratta, però, un sommergibile piazzò un siluro sulla poppa dell'incrociatore che, con fatica, arrivò a Singapore il 23 per le riparazioni. Privato della sua ammiraglia, Edo trasbordò il 24 sullo Shimotsuki, a sua volta arrivato in città dopo un'analoga operazione di trasferimento truppe, e salpò poco dopo con il Momo per portarsi a Brunei. All'alba del 25 novembre le due navi furono però attaccate d'improvviso dal sommergibile USS Cavalla. I quattro siluri lanciati dal battello fecero tutti centro sullo Shimotsuki che, letteralmente polverizzato, affondò quasi subito a sud-est delle isole Anambas: il contrammiraglio, il comandante della nave e quasi l'intero equipaggio rimasero uccisi sul colpo.
Edo ricevette la promozione postuma a viceammiraglio, retrodatata al giorno della morte.